# Hellmuth G. Bütow

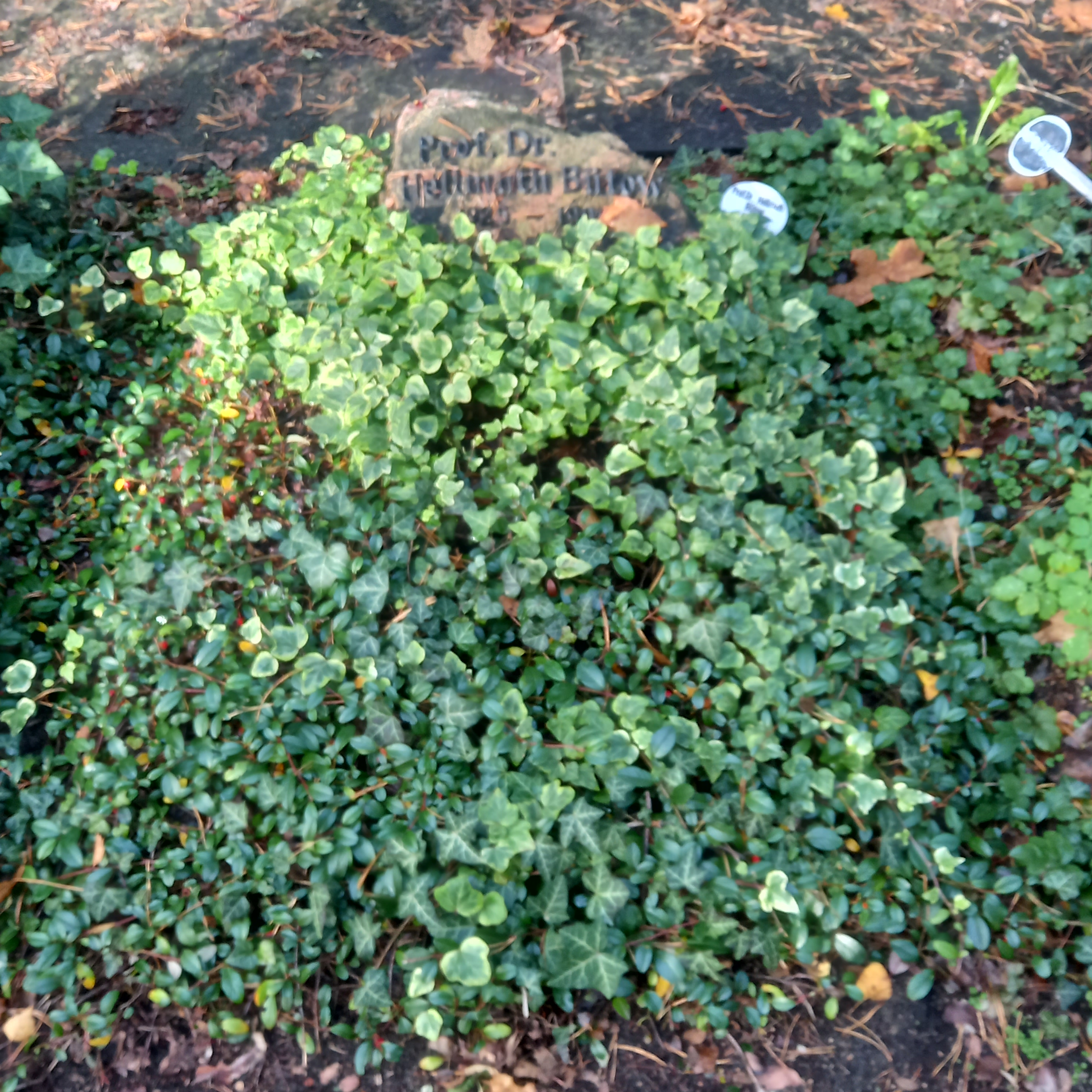
Das Grab von Hellmuth G. Bütow auf dem Waldfriedhof Zehlendorf in Berlin

Hellmuth Günther Bütow (* 24. Januar 1925 in Weitramsdorf; † 23. September 1990 in Berlin) war ein deutscher Soziologe und Hochschullehrer an der Freien Universität Berlin.

## Leben und Wirken
Hellmut G. Bütow besuchte die Gymnasien in Simmern (Hunsrück) und Gera und legte 1943 die Abiturprüfung ab. Anschließend wurde er an der Luftkriegsschule Berlin-Gatow als Flugzeugführer ausgebildet. Nach dem Ende des Zweiten Weltkriegs arbeitete er zunächst als Regieassistent, Schauspieler und Rundfunksprecher am Stadttheater Gera, am Schauspielhaus Leipzig und beim Mitteldeutschen Rundfunk Leipzig. Ab dem Wintersemester 1954/55 studierte er an den Universitäten Heidelberg und Berlin Soziologie, Geschichte, Philosophie, Volkswirtschaftslehre und Allgemeine Staatslehre und arbeitete seit 1958 als Assistent am Osteuropa-Institut der Freien Universität Berlin. 1962 erfolgte die Promotion, 1970 die Habilitation. Seither wirkte er in Berlin als Professor für Soziologie; ab 1983 war er Vizepräsident der FU Berlin.

## Schriften (Auswahl)
- Die Entwicklung des dialektischen und historischen Materialismus in der Sowjetzone. Drei Bände. Harrassowitz, Berlin 1960–1963 (Bibliographische Mitteilungen des Osteuropa-Instituts an der Freien Universität Berlin, Bd. 4).
- Philosophie und Gesellschaft im Denken Ernst Blochs. Harrassowitz, Berlin 1963 (Philosophische und soziologische Veröffentlichungen, Bd. 3) (= Dissertation).
- Philosophie und Geschichte im Marxismus-Leninismus. Zum Stand der Diskussion über Fragen der Klassifikation und Methodologie der Gesellschaftswissenschaften. Osteuropa-Institut, Berlin 1965 (Berichte des Osteuropa-Instituts an der Freien Universität Berlin, Bd. 71).
- Radikale Demokratie oder Demokratie der Radikalen. Außerparlamentarische Opposition heute. Colloquium-Verlag, Berlin 1969.
- Was ist demokratischer Sozialismus heute? Akademie Sankelmark, Sankelmark 1973.
- (als Herausgeber:) Länderbericht Sowjetunion. Hanser, München 1986, ISBN 3-446-14528-1.